# Txernomórskaia
Txernomórskaia - Черноморская (rus) és una stanitsa del krai de Krasnodar, a Rússia. Es troba a la desembocadura del riu Xkeliuk en el riu Aptxas, afluent del Kuban. És a 20 km al nord-est de Goriatxi Kliutx i a 48 km al sud-est de Krasnodar.
Pertany al possiólok de Pervomaiski.